# Gervase Elwes
Pour les articles homonymes, voir Elwes.
Gervase Henry Cary-Elwes mieux connu sous le nom Gervase Elwes, est un ténor anglais de grande distinction, qui a exercé une grande influence sur le développement de la musique anglaise du début des années 1900 jusqu'à sa mort prématurée en 1921 — en raison d'un accident de chemin de fer à Boston, à l'apogée de sa carrière.

## Biographie
Gervase Elwes naît au manoir de la famille Elwes, Billing Hall, à Northampton, à une centaine de kilomètres au nord de Londres. Il est le fils d'Alice Geraldine (née Ward) et de Valentine Dudley Henry Cary-Elwes, un descendant du politicien John Elwes. De la noblesse du comté Northamptonshire et Lincolnshire, il fréquente The Oratory School (une école catholique) et déménage pour la Woburn School, de Weybridge en 1885, d'où il s'inscrit à Christ Church, à Oxford, où il est actif en tant que joueur de cricket et violoniste. À vingt-deux ans, il épouse Lady Winifride Feilding. Il reçoit une formation de juriste et diplomate, passe quelques années à Bruxelles où il commence son premier cours de chant, alors qu'il est âgé de vingt-huit ans. Cependant, il doit surmonter la convention sociale de sa classe, à faire une carrière professionnelle en tant qu'artiste. Ce n'est qu'au début des années 1900, vers ses trente-cinq ans, qu'il effectue ses premiers spectacles professionnels à Londres. Ses principaux professeurs sont Jacques Bouhy à Paris (1901–1903) et à Londres, Henry Russell et Victor Biegel, qui reste son ami et professeur tout au long de sa vie. Bouhy lui demande de choisir entre une carrière de baryton à l'opéra ou une carrière de ténor dans l'oratorio et au concert — et Gervase Elwes choisit la dernière.
Sa première apparition sur la scène londonienne se fait avec Agnès Nicholls, dans Wallfahrt nach Kevlaar d'Engelbert Humperdinck au St james's Hall, avec la Handel Society sous la direction de J. S. Liddle, à la fin d'avril 1903, et immédiatement après, il se produit au festival de Westmorland. En juin 1903, il est auditionné au Royal College of Music à Londres par Charles Villiers Stanford, qui quitte la salle pour aller chercher Hubert Parry pour qu'il l'entende aussi. Le violoniste et professeur Kruse, qui a ensuite essayé de faire revivre le « Saturday Pops » au St james's Hall, l'a rapidement engagé, Kruse ayant organisé son premier concert dans Le songe de Gerontius d'Edward Elgar au début de 1904, en plus de son festival Beethoven. Harry Plunket Greene, qui encourage Elwes par le biais de cette audition, est également resté son ami pour la vie.

### Caractère de sa voix
Elwes avait une voix à la coloration entièrement en anglaise, mais avec une inhabituelle qualité de sincérité et de passion et doué d'une puissance considérable. Sa diction et son intonation étaient très assurées, son élocution un peu « gentleman », mais son phrasé long dans sa conception et servaient des inflexions mélodiques intenses. Son chant possédait une ferveur spirituelle découlant des dispositions religieuses de ses parents, qui avaient pris l'initiative inhabituelle d'une conversion au catholicisme, alors qu'il avait cinq ans.
Victor Biegel, un « petit Viennois rond et chauve », avait été pendant un certain temps, accompagnateur du célèbre chanteur de lied allemand, Raimund von zur Mühlen et a eu une intelligence particulière des lieder de Johannes Brahms, qu'il a transmis à Elwes. Son enseignement fut un grand apport, notamment en 1903, au cours de ses six mois de résidence à Billing Hall (un immeuble d'Elwes), où la voix d'Elwes fut totalement libérée et détendue, ouvrant la voie pour la puissance soutenue et l'éclat de son registre supérieur et l'endurance de la voix, ce qui lui a permis de maintenir les grands rôles d'oratorio (pour qui il était très demandé), avec une absolue conviction, par une carrière de chanteur de près de deux décennies,.

### Elwes et le festival de Lincolnshire
Au début des années 1900, Elwes et sa femme on joué un rôle important dans la promotion et l'organisation du festival et concours de musique dans le comté de Lincolnshire, où Elwes dirigeait ou chantait souvent, centrée sur leur maison de famille, le Manoir de Brigg.
En 1905, à la suggestion de son ami Percy Grainger, s'adjoint un concours pour la catégorie des chanteurs folkloriques. Ainsi, beaucoup de magnifiques chansons ont été recueillies, notamment de la part de Joseph Taylor (qui a fait quelques enregistrements pour la Gramophone Company). Taylor est la source de la mélodie utilisée par Delius, pour son Brigg Fair.

### Gerontiuset laPassion selon Saint Matthieu
Elwes devient ainsi, le plus grand interprète (aux côtés de John Coates) pour Le songe de Gerontius d'Edward Elgar, qu'il chante une première fois le 9 avril 1904, avec Muriel Foster et David Ffrangcon Davies au Queen's Hall, sous la direction de Felix Weingartner. Il est inspiré par la musique lors de l'audition de l'interprétation en concert en mai 1903 qui précède la cérémonie d'inauguration de la Cathédrale de Westminster. L'authenticité religieuse de son interprétation est reconnue immédiatement. Il interprète l'œuvre 118 fois en tout. 
Il est également complètement identifié avec le rôle de l'Évangéliste dans la Passion selon Saint Matthieu de Bach. Ses apparitions au Three Choirs Festivals et à ceux de Peterborough et de Norwich, deviennent des rendez-vous annuels. En 1908, au festival de Norwich, il est associé (selon Henry Wood) dans Gerontius à la contralto hollandaise Julia Culp, et dans le même festival il chante le Magnificat de  Bach, avec Louise Kirkby Lunn et Herbert Witherspoon. En 1909, Elwes chante Gerontius et l'Évangéliste de la Passion selon Saint Matthieu, à New York, sous la direction de Walter Damrosch.

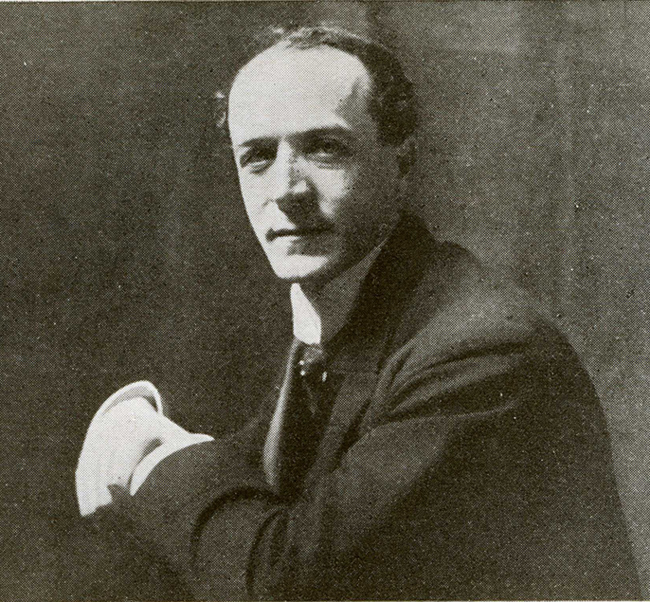
Elwes, vers 1920 (photographie de Robin Legge).

Culp chante le rôle de l'Ange de Gerontius au festival de musique de Londres, le 22 mai 1911 avec Elwes, avec Herbert Brown et le Norwich Festival Chorus, et Henry Wood déclare que c'est à cette occasion qu'Elwes établi enfin sa réputation, en tant que le plus grand interprète de ce rôle. Cinq jours plus tard, Henry Wood et Gervase Elwes, achèvent le festival 1911, avec l'interprétation de la Passion selon Saint Matthieu, avec Agnes Nicholls, Edna Thornton, Herbert Brown, Herbert Heyner et Robert Radford — donné également en 1911, au Queen's Hall, avec la première de l'oratorio de la Passion de Franco Leoni, Golgotha, avec les autres solistes : Clara Butt, Kennerley Rumford et Maggie Teyte).
En mai 1916, il donne six représentations de Gerontius sur plusieurs jours consécutifs, avec Clara Butt (l'Ange), Charles Mott (l'Ange de l'Agonie) et Herbert Brown (le Prêtre) avec l'union chorale de Leeds et l'Orchestre symphonique de Londres, dirigé par le compositeur lui-même, pour soutenir la Croix-Rouge. Sa dernière exécution de l'œuvre est donnée à Northampton en octobre 1920, avec Robert Radford et Norah Dawnay, peu de temps avant son départ pour sa tournée américaine.

### Elwes et le Lied
Elwes est le premier artiste d'origine anglaise à interpréter les lieder de Brahms dans les premières décennies du XXe siècle. En janvier 1907, il fait une tournée en Allemagne et se rend à Berlin, Munich, Leipzig, Francfort et Cologne, donnant des récitals avec la pianiste Fanny Davies, une célèbre élève de Clara Schumann. Il chante des programmes mélangés, mais son interprétation du lied allemand et en particulier de Brahms (en allemand) sont très admirés. À l'époque, il chantait : « Komm bald », « Am Sonntag Morgen », « Salamander », « Ein Wanderer », « Wir wandelten », « Auf dem Kirchhof », « Magyarisch », « Die Kränze », « Ständchen » et  « Botschaft ». Il chante les Liebeslieder de  Brahms à Bruxelles en 1908, avec Marie Brema, et à Londres, il donne un récital avec Paderewski. En janvier 1913, au Queen's Hall, sous la direction d'Henry Wood, il chante Das Lied von der Erde de Mahler avec la contralto Doris Woodall ; Wood pensait que c'était « trop moderne mais très beau ». Brahms reste au centre du répertoire d'Elwes jusqu'à la fin et il interprète des lieder de Grieg, Dvorak et George Henschel. Au début de sa carrière, il trouve un accompagnateur idéal en la personne de Frederick B. Kiddle et le duo est resté associé jusqu'à sa mort.
En janvier 1912, lors d'un récital pour Henry Wood au Queen's Hall, il donne la création d'une série de mélodies sur des poèmes de Paul Verlaine de Poldowski (Dame Dean Paul, né Régine Wieniawski, la fille du violoniste Henryk Wieniawski). Ces mélodies avaient alors une grande vogue à Paris et cette interprétation fait une profonde impression. Au cours de la première Guerre Mondiale, il participe à des tournées de concerts pour les soldats britanniques en France, organisés par Lena Ashwell.

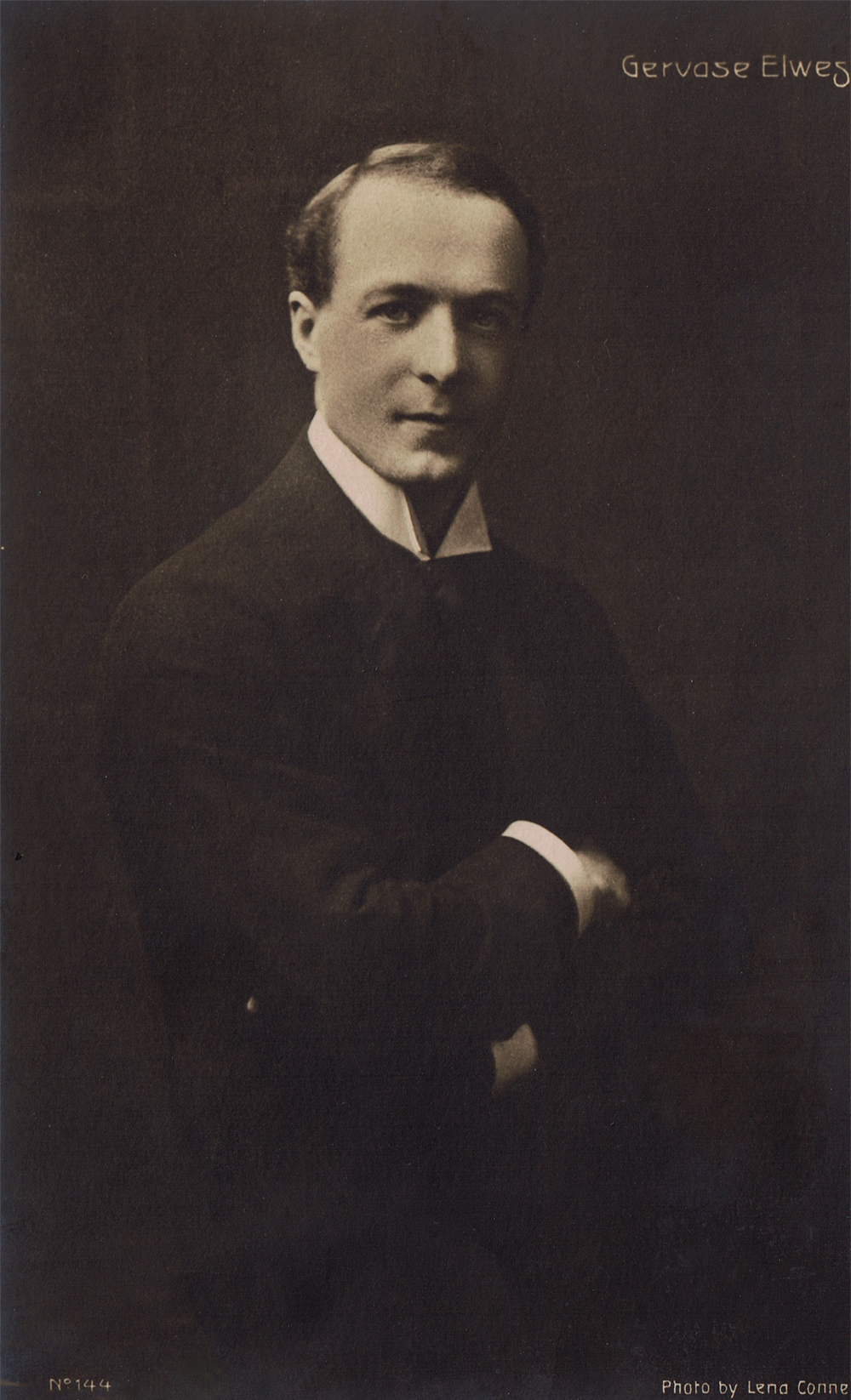
Gervase Elwes, vers 1918 (photo de Lena Conne).

### Elwes et de l'art dusongsanglais
Gervase Elwes était un chanteur de l'art du songs anglais et l'ami de beaucoup des grands compositeurs anglais, qu'Elwes a laissé son héritage le plus permanent. Il est le dédicataire, le créateur et le premier à enregistrer, le cycle de mélodies On Wenlock Edge de Ralph Vaughan Williams et beaucoup des meilleurs mélodies de Roger Quilter (y compris le cycle To Julia), les deux œuvres écrites avec sa voix en tête,. En 1912, il donne la première représentation des mélodies du cycle The Wind Among the Reeds de Thomas Dunhill avec la Royal Philharmonic Society. Il est sincèrement admiré par toutes les générations de compositeur de Charles Villiers Stanford à Frank Bridge et leurs successeurs ont toujours reconnu l'autorité de son influence. Il a également été une source d'inspiration pour les plus grands chanteurs britanniques de son temps, comme leurs nombreuses commémorations privés et publiques en témoignent.

### Mort
Le 12 janvier 1921, Elwes est tué dans un terrible accident à la gare de Back Bay à Boston au milieu d'une tournée de récitals aux États-Unis en pleine possession de ses ressources artistiques. Elwes et son épouse étaient sur la plate-forme du wagon, lorsque le chanteur a essayé de retourner au conducteur un manteau qui était tombé du train. Se penchant trop, il a été heurté par le train en tombant entre les  chariots et la plate-forme. Il succombe à ses blessures quelques heures plus tard, âgé de 54 ans. Une semaine après l'événement, Edward Elgar écrit à Percy Hull : « ma perte personnelle est supérieure à celle que je peux penser, mais ce n'est rien — puis-je l'appeler ainsi — comparé à l'ensemble de la perte artistique — un écart impossible à combler — dans le monde de la musique ».

### Commémorations
Parmi de nombreux concerts en sa mémoire dans tout le pays, l'un d'eux est l'interprétation du Songe de Gerontius donné au Royal Albert Hall, au cours de laquelle le ténor John Coates et le baryton Frédéric Ranalow chantent avec la Royal Choral Society. Le Fonds de bienfaisance musiciens est initialement créé comme le Fonds commémoratif Gervase Elwes pour les musiciens, et sa figure est devenue un président de génie du xxe siècle, la musique anglaise. Son association avec les paroles de A. E. le professeur housman a et la musique de Elgar, et à sa mort, peu après la Première Guerre Mondiale, de renforcer son incarnation de la perte de l'époque Édouardienne génération, peut-être la dernière dans laquelle sa conviction religieuse pourrait donc soigneusement l'ont fait aimer de si nombreux. À peu près au même moment, le Glasgow Orpheus Choir institut le Gervase Elwes Silver Medal, et le Feis Ceoil à Dublin, inaugure son Gervase Elwes Memorial Cup. Une chorale nommé en son honneur est créé à Walsall. Un portrait d'Arthur Vokes est apposé au centre du village de Billing.
Un buste d'Elwes réalisé par Malvina Hoffman, envoyé par Madame Vincent Astor et a été mis dans une alcôve spécialement préparée derrière le grand cercle de l'ancien Queen's Hall (le lieu d'origine des Proms), comme souvenir par ses amis américains, et inauguré en 1922. Le pourtour de l'arche portait le slogan : « De tout son cœur, il a chanté des mélodies et aimé celui qui l'a fait ». À cette occasion, deux chorals de Bach sont dirigés par Vaughan Williams.
Sir John Barbirolli (successeur du premier chef d'orchestre à dirgiger Gerontius, Hans Richter, comme chef de le Hallé Orchestra et était violoncelliste dans Gerontius sous la baguette d'Elgar, alors qu'Elwes tenait le rôle de l'Âme) rappelle qu'Elwes était « un grand et noble artiste ». En plus d'être un grand chanteur, Elwes était un passionné de tir, et il a consacré beaucoup de son temps au tir sur ses terres.

## Famille
Gervase Elwes était le frère de Dudley Cary Elwes, Évêque Catholique de Northampton. Elwes s'était marié à Kensington , le 11 mai 1889 à Dame Winefride Mary Elizabeth Feilding (décédé le 24 février 1959), présidente nationale de la Catholic women's League, fille de Rodolphe William Basilic Feilding, 8e Comte de Denbigh et Marie Berkeley. Ils ont vécu dans le manoir à Brigg, dans le Lincolnshire et à Billing Hall, dans le Northamptonshire et ont eu six fils et deux filles ensemble, :
- Robert Geoffrey Gervase John Elwes (1890–1956), vétéran de la première Guerre Mondiale
- Rudolph Philip Cary Elwes (1892–1962), Capitaine des Coldstream Guards
- François Guy Robert Elwes (1896–1966), architecte et créateur d'intérieur
- Aubrey Valentine Denis Elwes (1899–1966 Brigg, Lincolnshire), clerc Catholique
- Richard Everard A. Elwes (1901–1968), Juge de la Haute Cour de Northampton
- Simon Edmund Vincent Paul Elwes (1902–1975), portraitiste et académicien ; le grand-père de l'acteur Cary Elwes.
- Margaret Elwes, qui a épousé le Lieutenant Colonel J. E. Sandars Gate Burton Hall. Ils ont eu une fille, l'actrice enfant Claire Sandars, qui a épousé Sir James McEwen.
- Claire Marie Alice Cynthia Catherine Celia Elwes (1905–1998) qui s'est mariée en 1940 à la Cathédrale de Westminster à Sir John Henry Keswick, KCMG (1906–1982) et avait une fille Margaret, connu comme Maggie Keswick (1941–1995) qui a fondé les centres Maggie pour les personnes souffrant de cancer. Elle a eu deux enfants avec son mari, l'architecte Charles Jencks.

## Discographie

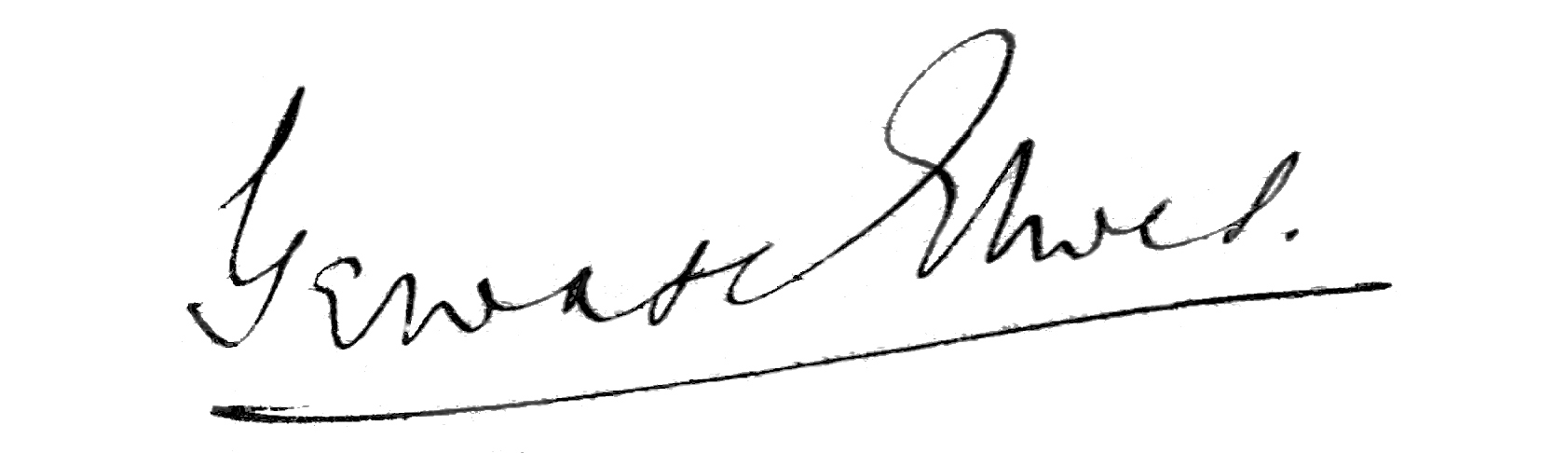
Signature de Gervase Elwes.

Les premiers enregistrements d'Elwes sont effectués de 1911 à 1913 pour la compagnie du Gramophone et plus tard pour le label Columbia, ancêtre d'EMI. Cette liste représente l'intégrale des enregistrements connus de l'artiste.
HMV,
- 4-2156 Phyllis hath such charming graces (arr. Lane Wilson) 29 juillet 1911 (matrix y13904e).
- 4-2161 Absent yet present (Maude Valerie White) 29 juillet 1911 (matrix y13902e).
- 4-2189 Morning Hymn (Henschel) 17 novembre 1911 (matrix ab14297e).
- 4-2195 To Daisies et Song of the Blackbird (Quilter) 17 novembre 1911 (matrix ab14296e).
- 4-2232 Sigh no more, ladies (Aiken) 3 septembre 1912 (matrix y15619e).
- 7-42004 Ich liebe dich (Grieg) 17 novembre 1911 (matrix ab14298e).
- 02379 [vidéo] « So we'll go no more a-roving (M.V. White) recorded 17 October 1911 (matrix ac5577f) », sur YouTube.
- 02379X So we'll go no more a-roving (M.V. White) 27 décembre 1912 (matrix z6936f).

Columbia
- 65826 Battle Hymn (arr. Stanford)/F.B. Kiddle
- 65827 Sonnet XVIII (W.A. Aiken)/F.B. Kiddle
- 6847 [vidéo] « Blow, blow thou winter wind (Quilter) 1916 », sur YouTube.
- 6848 Fill a glass with golden wine (Quilter)
- 6849 In Summertime on Breedon (Peel)
- 6850  [vidéo] « Now sleeps the crimson petal, and Love's Philosophy (Quilter) 1916 », sur YouTube.
- 6851  [vidéo] « The Roadside Fire (Vaughan Williams) 1920 », sur YouTube.
- 6852 Cuckoo Song (Quilter)
- 71017 Listen to the voice of love
- 71018 Brittany
- 71051 Gifts (Taylor)/F.B. Kiddle
- 71052 By Wenlock Town (Janet Hamilton)/F.B. Kiddle
- 74150 The Lake Isle of Innisfree (Ley)/F.B. Kiddle
- 74151 A Sea Dirge (Dunhill)/F.B. Kiddle
- 75329 [vidéo] « O Mistress Mine! and Fair House of Joy (Quilter) », sur YouTube
- 75330 Songs my mother taught me (Dvořák)
- 75357 A carol of bells (Stanford)/F.B. Kiddle
- 75360 [vidéo] « Where'er you walk (Handel)/F.B. Kiddle », sur YouTube
- 75419 [vidéo] « On Wenlock Edge (Vaughan Williams)/London String Quartet », sur YouTube
- 75420 From far, from eve et Oh when I was in love with you (Vaughan Williams) / Quatuor de Londres
- 75421 Is my team ploughing? (Vaughan Williams) / Quatuor de Londres
- 75422 Bredon Hill (Vaughan Williams) / Quatuor de Londres
- 75423 Clun (Vaughan Williams) / Quatuor de Londres
- 76089 So sweet love seemed (Piggot) and Jenny kissed me (Brougham)/F.B. Kiddle
- 76091 A Pastoral (Colin Taylor)/F.B. Kiddle
- 76092 Love went a-riding (Bridge)/F.B. Kiddle
- 76093 [vidéo] « Lift up your heads on high (Bach)/F.B. Kiddle », sur YouTube

Un disque publié en 2011, contient une trentaine de plages de la discographie d'Elwes. Le disque paraît pour le 90e anniversaire du Musicians Benevolent Fund et est disponible lors d'un don à l'association de charité sur le site du Musicians Benevolent Fund.